# Les Lettres et les Arts (Paris)
Pour la revue de 2009, voir Les Lettres et les Arts.
Les Lettres et les Arts est une ancienne revue mensuelle de la presse écrite française.

## Historique
Fondée par Frédéric Masson, elle paraît du 1er janvier 1886 au 1er décembre 1889.

## Directeurs
- Masson, Frédéric (1847-1923)
- France, Anatole (1844-1924)

## Collaborateurs notoires
- Heredia
- Lemoine
- Laujol
- Leconte de Lisle
- Sarcey
- Breton
- Guy de Maupassant